# MacDill Air Force Base

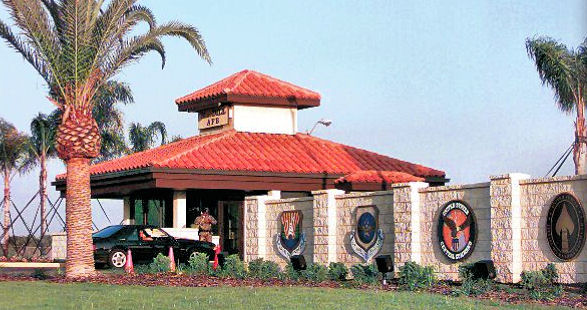

MacDill Air Force Base (IATA:MCF, ICAO: KMCF) är en amerikansk militärflygplats tillhörande USA:s flygvapen belägen ca 4 km syd-sydväst om Tampa i Florida. MacDill byggdes 1939 och hette då  Southeast Air Base, Tampa. Den är uppkallad efter överste Leslie MacDill (1889–1938).
På MacDill finns högkvarteren för United States Central Command och United States Special Operations Command.